# Jung Hansuk
Jung Hansuk es un crítico y escritor de Corea del Sur.

## Biografía
Jung Hansuk nació el 3 de noviembre de 1922 en Yongbyon, provincia de Pyongan del Norte, Corea y falleció en 1977. Se graduó en la Universidad de Corea en 1950. Fue varias veces vicepresidente de la Asociación de Escritores de Corea, director de la Fundación de Cultura y Artes de Corea y presidente de la Academia Coreana de Artes.

## Obra
Es sus obras experimentó con una variedad de temas y técnicas para crear descripciones de la gente en el mundo cambiante de la posguerra en Corea. Un problema social que investigó con particular sensibilidad fue el de la diferencia generacional. Una casa antigua (Goga, 1956) es una historia de gente joven que intenta escapar del sistema familiar tradicional y explora este conflicto entre generaciones con la Corea devastada por la guerra como fondo. A pesar del mundo que Jung Hansuk muestra en esta obra está lleno de deterioro moral y extrema privación material, mantiene una posición ética y continúa aspirando a una sociedad ideal. Estas características son evidentes en sus primeras historias, como El viaje de Adán (Adamui haengno) y Una mujer loca (Gwangnyeo), ambas publicadas en 1952, y Traición (Baesin), que apareció en el siguiente año. La historia El libro de los sellos impresos de Jeonhwangdang explora las tensiones entre las tradiciones pasadas y la realidad contemporánea de otra forma: una dulce nostalgia por el mundo del clasicismo y la belleza impregna esta historia acerca de un artesano grabador de sellos que ya no encuentra quién alabe su trabajo. Esta obra yuxtapone con éxito el lenguaje clásico literario con el lenguaje coloquial corriente. Además, ha escrito obras de ficción histórica como "La pintura mural del santuario principal del templo" (Geumdang byeokhwa), Lee Seonggye y Nongae. Desde mediados de los años ochenta también ha publicado obras de poesía.
Recibió el Premio de la Academia Coreana de Artes (1986) y el Premio de Cultura del 1 de marzo (1988).

## Obras en coreano (lista parcial)
Novelas
- Zona de amor (Aejeong jidae, 1957)
- Hwang Jini (1958)
- Estación de oscuridad (Amheugui gyejeol, 1959)
- Recopilaciones de Simón (Simonui hoesang, 1959)
- El puente roto (Kkeuneojin dari, 1963)
- Somos muy parecidos (Urin seoro dalmatda, 1966)

Recopilaciones de historias
- Ojos y corazón de gato (Myoan myosim, 1958)
- Mis aventuras amorosas (Nae sarangui pyeolleok, 1959)
- Una mañana tranquila (Joyonghan achim, 1976)
- La calle cubierta de niebla (Angae geori, 1983)
- Festival de la calle Daehakno (Daehakno chukje, 1987)

Crítica
- Estudio sobre la ficción coreana moderna (Hyeondae Hanguk soseollon, 1973)
- Sobre las técnicas de escritura de la ficción (Soseol gisullon, 1975)
- Estudio sobre escritores modernos coreanos (Hyeondae Hanguk jakgaron, 1976)
- Historia de la literatura coreana durante el periodo de la liberación (Haebang mundansa, 1980)
- Historia de la literatura coreana moderna (Hyeondae Hanguk munhaksa, 1982).

## Premios
- Premio de la Academia de Artes de Corea (1986)
- Premio Cultural del 1 de marzo (1988)